# اچ‌ام‌اس سی۳۴
اچ‌ام‌اس سی۳۴ (به انگلیسی: HMS C34) یک زیردریایی بود که طول آن ۱۴۳ فوت ۲ اینچ (۴۳٫۶۴ متر) بود. این زیردریایی در سال ۱۹۱۰ ساخته شد.